# Чакыров, Эмил
Эмил Чакыров (болг. Емил Чакъров; 29 июля 1948, Бургас — 4 августа 1991, Париж) — болгарский дирижёр.

## Биография
Начал заниматься дирижированием необыкновенно рано, в 11-летнем возрасте. В 1967—1971 годах учился в Софийской консерватории (класс дирижирования Константина Илиева и Влади Симеонова). В 1971 году был удостоен третьей премии Международного конкурса дирижёров Герберта фон Караяна, после чего Караян принял Чакырова своим ассистентом в Берлинский филармонический оркестр, а также для работы на Зальцбургском фестивале. В 1974—1978 годах Чакыров возглавлял Пловдивский филармонический оркестр, в 1983—1986 годах — Королевский филармонический оркестр Фландрии. Работал на ведущих оперных сценах мира (в частности, в 1979 году дебютировал в «Метрополитен-опера»), специализируясь на русском репертуаре. С 1976 года неоднократно гастролировал в СССР, с 1989 года — главный приглашённый дирижёр Ленинградского филармонического оркестра. Среди лучших аудиозаписей оперы «Евгений Онегин», «Пиковая дама», «Борис Годунов», «Князь Игорь», «Жизнь за царя», «Хованщина».